# Insolvência
A insolvência é um estado em que o devedor tem prestações a cumprir superiores aos rendimentos que recebe. Portanto um insolvente não consegue cumprir as suas obrigações (pagamentos). Uma pessoa ou empresa insolvente poderá ao final de um processo ser declarada em definitivamente insolvente,  em falência ou em recuperação.
As pessoas em conversa coloquial costumam confundir os termos insolvência e falência. Estas palavras têm significados econômicos e jurídicos distintos, sendo que falência é um estado em que o devedor é responsável por mais dívidas do que os bens que possui. Uma empresa ou pessoa falida não estão automaticamente insolventes e vice-versa.

## insolvência pessoal
A insolvência pessoal é uma solução jurídica que permite que as pessoas singulares e famílias que se encontram em situação de incumprimento generalizado das suas obrigações possam reestruturar as suas dívidas ou, em alguns casos, obter o perdão dessas dívidas.

## insolvência de empresas
A insolvência de empresas em Portugal permanece uma questão preocupante apesar da recuperação da economia. Este fenómeno é impulsionado por múltiplos fatores como o sobreendividamento, dificuldades de acesso ao crédito, diminuto poder de compra das famílias, impostos elevados e obstáculos na aprovação de planos de recuperação, colocando as empresas portuguesas sob pressão significativa. A insolvência pode ser solicitada por diversos agentes, incluindo credores, trabalhadores, bancos, fornecedores, além do Ministério Público em nome das Finanças e da Segurança Social. As sociedades comerciais, incluindo sociedades por quotas e anónimas, são obrigadas legalmente a declarar-se insolventes quando não conseguem cumprir com as suas obrigações financeiras, tendo 30 dias para o fazer após reconhecerem a sua incapacidade de pagamento, salvo se estiverem apenas em dificuldade económica, podendo neste caso optar pelo processo especial de revitalização.
A declaração de insolvência traz consequências severas, incluindo a liquidação de todos os bens da empresa para pagamento aos credores e a dissolução e extinção definitiva da empresa. Os trabalhadores têm privilégios creditórios, recebendo com prioridade salários, subsídios e indemnizações, podendo recorrer ao Fundo de Garantia Salarial caso não sejam pagos pelo processo de insolvência. Ainda existe a possibilidade de apresentação de um plano de insolvência visando a recuperação da empresa, se viável, ou a liquidação ordenada e pagamento aos credores de forma alternativa ao previsto no Código da Insolvência e da Recuperação de Empresas (CIRE).

## Massa insolvente
A massa insolvente constitui um património autónomo formado pelos bens e direitos do devedor no momento da declaração de insolvência e por todos os que adquira durante o processo. Destina-se a ser liquidada para satisfazer as dívidas do processo de insolvência, pagando primeiramente as dívidas próprias da massa insolvente, como custos do processo e honorários do administrador, e posteriormente os créditos dos credores.
O âmbito da massa insolvente é abrangente, incluindo a totalidade do património do devedor, mas exclui bens impenhoráveis. Caso o devedor seja casado, a massa pode incluir bens comuns do casal, dependendo do regime de bens do casamento. Além disso, integra bens adquiridos durante o processo e aqueles reintegrados em benefício da massa.
As dívidas da massa insolvente têm prioridade no pagamento em relação aos créditos sobre a insolvência. Quando o património do devedor é inferior a 5.000,00€, presume-se a insuficiência da massa insolvente, podendo levar ao encerramento do processo sem liquidação do património.
A massa insolvente, não possuindo personalidade jurídica, é isenta de custas no processo de insolvência, mas não em ações judiciais externas. Apesar disso, tem personalidade judiciária, permitindo-lhe ser parte em juízo, e pode requerer apoio judiciário. Contudo, não possui um Número de Identificação Fiscal (NIF) nem pode ter dívidas fiscais, sendo o administrador de insolvência responsável pelas obrigações fiscais após a declaração de insolvência.

## insolvência pessoal do casal
A insolvência pessoal do casal é um processo que envolve ambos os cônjuges, podendo ser iniciado por eles (coligação ativa) ou contra eles (coligação passiva). Este processo é aplicável quando o casal está casado sob o regime de comunhão de adquiridos ou comunhão geral de bens e ambos se encontram numa situação de insolvência, ou seja, incapazes de cumprir todas as suas obrigações vencidas. A lei distingue entre dívidas individuais e dívidas comuns dos cônjuges, ambas relevantes neste contexto.
Dentro deste processo, o casal pode optar pela exoneração do passivo restante, o que permite, após três anos do encerramento do processo, o perdão das dívidas que subsistirem, proporcionando uma oportunidade para recomeçar financeiramente. Alternativamente, podem apresentar um plano de pagamentos negociado com os credores para reestruturar o passivo, que pode incluir medidas como redução do capital ou dos juros, moratórias, entre outras.
O processo de insolvência implica a perda dos bens do casal, sendo os bens comuns e os bens próprios de cada cônjuge inventariados, mantidos e liquidados separadamente, geralmente através de leilão eletrónico. Esta abordagem visa garantir que os credores sejam pagos de forma justa, ao mesmo tempo que se tenta preservar o equilíbrio financeiro e pessoal dos cônjuges envolvidos na insolvência.

## insolvência dolosa
A insolvência dolosa, crime previsto no art. 227.º do Código Penal, difere da insolvência culposa por ter implicações penais. Caracteriza-se por atos intencionais do devedor ou seus administradores, como destruição ou ocultação de património, simulação de situação patrimonial inferior, criação de prejuízos, ou aquisição de mercadorias a crédito para venda a preço inferior, com a intenção de prejudicar credores. Para constituir crime, estes atos devem levar à insolvência, oficializada por sentença judicial. As penas variam até 5 anos de prisão ou multa, podendo ser agravadas se créditos laborais forem afetados. É um crime público, não requerendo queixa para investigação, e prescreve em 10 anos, podendo estender-se até 15 anos. Credores podem intervir no processo como assistentes.

## situação de insolvência
A situação de insolvência define-se pela incapacidade de um devedor, seja pessoa singular, empresa ou outra entidade coletiva, de cumprir com as suas obrigações vencidas. O Código da Insolvência e da Recuperação de Empresas (CIRE) estabelece dois critérios para determinar a insolvência: o fluxo de caixa (cash flow) e o balanço patrimonial. O critério principal é o do fluxo de caixa, onde a insolvência é reconhecida pela falta de liquidez para pagar dívidas exigíveis. Alternativamente, o critério do balanço considera insolvência quando o passivo excede o ativo, mas com restrições, aplicando-se principalmente a entidades coletivas e exigindo que a diferença seja manifestamente significativa. A lei também contempla a correção do critério do balanço em certas situações e equipara a insolvência iminente à insolvência atual no caso de apresentação à insolvência pelo devedor.

## Exemplos
- Falido, NÃO insolvente.

Um estudante pede um empréstimo para acabar o curso.
No final do curso deve (por exemplo) 25.000€, e nada possui de seu.
Está Falido!  O total das suas dívidas é superior ao total do que possui.
Mas, não está Insolvente!
De facto cumpre antecipadamente todos os seus compromissos.
Paga a renda da casa a horas, e ainda não tem de pagar o empréstimo.
Daqui a uns anos começará a trabalhar e com o novo salário pagará antecipadamente as futuras prestações da sua atual dívida.
Está Falido mas não está Insolvente
- Insolvente, NÃO Falido.

Um Construtor construiu um prédio no valor de 2 milhões de Euros.
Pediu empréstimo de 1 milhão de euros e pagou todos os fornecedores.
Está rico! tem 2 M€ e deve 1M€. Está muito longe de estar falido!
No entanto não conseguiu vender nenhum apartamento (Suponhamos).
No final do mês não consegue pagar a prestação mensal de 1.000€.
Isto repete-se 3 meses e o banco declara-o Insolvente.
Os bens vão à praça e as dividas são pagas.
O que sobrar é do empresário. Está rico mas Insolvente.

## Definição Jurídica
A definição Jurídica está estampada na lei de cada país. Não varia com a opinião de nenhum economista.
Assim em cada país estas palavras têm um significado Jurídico distinto e preciso.
Infelizmente os Juristas confundem o termo Falência com o termo Insolvência.
No entanto os estudantes de economia podem estar tranquilos, porque em todas as línguas o significado Económico é o mesmo, estudem por um livro Português ou Inglês.

### Legislação portuguesa
Através do  DL n.º 53/2004, de 18 de Março foi aprovado o novo Código da Insolvência e da Recuperação de Empresas- CIRE.  A Lei n.º 16/2012, de 20/04, procede à sexta alteração ao Código da Insolvência e da Recuperação de Empresas, simplificando formalidades e procedimentos e instituindo o Processo Especial de Revitalização-PER. O PROCESSO ESPECIAL DE REVITALIZAÇÃO é regulado pelos artigos 17.º-A a 17.º-I do Código da Insolvência e da Recuperação de Empresas (CIRE), na redação que lhe foi conferida pela Lei n.º 16/2012, de 20 de abril, e, introduz a possibilidade do devedor em situação económica difícil, ou em situação de insolvência meramente iminente poder, antes de se apresentar à insolvência, requerer ao tribunal a instauração de processo especial de revitalização de acordo com o aditamento que é introduzido no código consubstanciado nos artigos17º-A a 17º-I.
Um instrumento alternativo à insolvência, que dá a possibilidade às empresas em situação económica difícil e em insolvência iminente de estabelecer negociações com os seus credores, tendentes à revitalização da sua atividade. Inspirado no conhecido ‘capítulo 11’ (Chapter eleven) norte-americano, o PER afirma-se como uma solução de reestruturação empresarial, onde as empresas vêem protegidas a sua capacidade produtiva e os seus postos de trabalho, com manutenção da atividade e suspensão das cobranças de créditos durante o processo negocial e de viabilização do plano de recuperação pelos credores.
Atualmente o CIRE vai na 8ª versão, tendo sido atualizado pela Lei n.º 66-B/2012, de 31/12.
Estas novas leis reformulam a figura do processo de Insolvência. Este resulta da criação de uma única forma de processo especial com o qual se pretende tornar mais célere a decisão judicial (com maior rapidez e flexibilidade na abertura e encerramento do processo).
A nota de maior relevo no novo Código da Insolvência e Recuperação de Empresas, é a introdução inovadora da possibilidade de os particulares se poderem apresentar voluntariamente à Insolvência e assim obterem o perdão das suas dívidas.

#### Empresas
No caso das Empresas, o presente código regula a eliminação ou a reorganização financeira de uma empresa conferindo aos credores um papel central e preponderante. Os Credores, por força da insolvência são considerados os novos proprietários económicos da empresa. Ou seja, está agora muito mais na esfera dos credores a decisão de recuperar a empresa.
Os termos da recuperação decidida pelos credores permitem sua manutenção na titularidade dos anteriores proprietários ou na de novos proprietários. Nos termos do presente código, apenas aos credores caberá, decidir se o pagamento dos seus créditos resultará da liquidação integral do património do devedor ou de acordo com plano de insolvência que venham a aprovar, ou ainda através da manutenção em actividade e reestruturação da empresa.
Ao tribunal cabe apenas certificar o processo de decisão dos Credores e avaliar a conduta dos anteriores Administradores.

#### Pessoas
No caso das pessoas, particulares, indivíduos (por oposição a "pessoas colectivas" - Empresas) a legislação é totalmente nova e muito inovadora.
Isto tem 2 consequências:
- A primeira, é que a adaptação está incompleta e por vezes apenas faz sentido se o texto se dirigi-se a empresas. Ex Insolvência de Pessoas, com carácter limitado.
- A segunda consequência é uma avalanche de casos de pessoas cuja vida se arrastava pelos tribunais com dezenas de processos por resolver, e que finalmente encontram uma solução.

A Insolvência de pessoas (não colectivas) pode dividir-se em 2 grupos que se distinguem pelas suas obrigações, pois os direitos são os mesmos:
- Os restantes cidadãos.
- As pessoas que foram empresárias.

##### Obrigações dos Cidadãos
Os cidadãos não são obrigados a apresentar-se à insolvência, livremente ponderam se o querem fazer ou não.
Se não se apresentarem num prazo de 6 meses à insolvência, não têm nenhum castigo por essa falta, mas perdem os benefícios concedidos apenas aos que se apresentam atempadamente à Insolvência, ou seja perdem a possibilidade de terem um perdão das suas dividas, a chamada exoneração do passivo.

##### Obrigações dos Ex-Empresários
Os ex-empresários têm obrigações acrescidas para com a sociedade.
Por ex-empresário, a lei especialmente refere (à contrário do Código Civil) que é todo e qualquer titular responsável por uma unidade de negócio, seja ela regularmente ou irregularmente constituída, e esteja ele regularmente ou informalmente à frente da actividade económica.
Estes cidadãos têm a especial responsabilidade de se apresentar voluntariamente à insolvência, de forma atempada, num prazo curto de 2 meses após a sua empresa (em sentido amplo) ter sucumbido, especialmente se a empresa tiver sido declarada insolvente.
Só cumprindo este prazo apertado o ex-empresário mantém o privilégio especial que é a exoneração de todas as suas dívidas e responsabilidades pessoais, (não as da empresa), incluindo os avales com que se responsabilizou enquanto empresário, incluindo as dívidas da Empresa ao estado, que revertam para o ex-empresário. O objectivo deste prazo apertado é evitar a dissipação (habitual) do seu património pessoal com o objectivo de que os seus credores nada encontrem.
Quem defrauda os seus credores perde o direito ao perdão das dívidas.
Quem entrega todo o que tem, atempadamente, mantém o direito ao perdão das suas dívidas, qualquer dívida, por mais milionária que seja.

##### Direitos das Pessoas
Se um cidadão se apresentar à insolvência tem o direito a uma vida condigna e em paz.
Todos os processos legais são sustados, e apensados num só.
Os arrestos de bens, apreensões, e penhoras de salários são todos suspensos, e substituídos por uma única sentença.
A nova sentença analisará ponderadamente as necessidades do devedor e dos seus filhos, bem como o que o devedor necessita para poder trabalhar.
A nova sentença será espartana, mas o devedor terá o necessário para viver condignamente, e o calvário dos processos, cobradores, telefonemas termina.
Se o cidadão que acumulou dividas cumprir com todas as regras da boa fé tem direito exoneração. (Seja empresário ou não).
O perdão das dividas, a Exoneração, não é automática. A 1ª decisão é provisória. Abre um período de purgatório e avaliação de 5 anos.
O Cidadão terá de passar por um período de 5 anos durante o qual terá de pagar aos credores o que o Tribunal determinar. Só depois o Tribunal voltará a analisar o seu comportamento durante os 5 anos, para só nessa altura, ser tomada uma decisão definitiva.

##### Recusa Liminar da Exoneração
Se o cidadão não cumpriu com os prazos a que estava obrigado, ou se falsificou documentos para obter créditos, ou se tentou dar bens a familiares, entre outras acções desonestas, perde o direito à exoneração do seu passivo.
Mas mantém o direito a uma vida condigna,.
Ou seja, paga o que o Tribunal ponderar, para o resto da vida, mas principalmente, mesmo apesar de uma conduta desonesta, terminam todas as diferentes acções a correr nos diversos tribunais contra o devedor.
Concluindo.
- Em Portugal iniciou-se uma nova era nos direitos dos cidadãos.
- Poucos países no mundo tentam reabilitar os seus cidadãos que tropeçaram na vida económica.

### Legislação Brasileira
A Insolvência revela-se pela incapacidade patrimonial de satisfazer regularmente as próprias obrigações. Tanto podem ser insolventes o empresário e a pessoa natural.
No caso do empresário, deverá haver a decretação de falência com a arrecadação de todos os seus bens para pagamento dos credores. O processo de falência é regulamentado pela Lei Federal n°. 11.101/05. Diferentemente, a insolvência da pessoa natural (insolvência civil) é regulamentada pelo Código Civil.
A declaração de insolvência do devedor produz vários efeitos, dentre eles ocorre o vencimento antecipado das suas dívidas; a arrecadação de todos os seus bens suscetíveis de penhora, quer os atuais, quer os adquiridos no curso do processo; a execução por concurso universal dos seus credores.

#### Insolvência do Empresário
A Lei nº 11.101/2005 foi editada "com a intenção de promover a manutenção da atividade das empresas, a qual prevê a possibilidade de negociação das dívidas da empresa perante seus credores privados, mas que, na Recuperação Judicial, excluiu do seu campo de abrangência as dívidas fiscais."
"Ocorre que, não obstante a impossibilidade de negociação do passivo fiscal, o legislador, ciente da necessidade de se instituir condições especiais para as empresas em recuperação, previu a edição de uma lei específica destinada à concessão de parcelamentos fiscais especiais para empresas em crise econômico-financeira, nos termos do artigo 155-A, § 3º do Código Tributário Nacional e artigo 68 da Lei de Recuperação Judicial.
“Art. 155-A. O parcelamento será concedido na forma e condição estabelecidas em lei específica. (acrescentado pela LC-000.104-2001)
(…)
§ 3º Lei específica disporá sobre as condições de parcelamento dos créditos tributários do devedor em recuperação judicial.” 
“Art. 68. As Fazendas Públicas e o Instituto Nacional do Seguro Social – INSS poderão deferir, nos termos da legislação específica, parcelamento de seus créditos, em sede de recuperação judicial, de acordo com os parâmetros estabelecidos na Lei n. 5.172 de 25 de outubro de 1966 – Código Tributário Nacional.”
De acordo com a lei de falências, a insolvência pode ser comprovada através de:
- Ausência de pagamento das obrigações com valor definido constantes de títulos executivos protestados cuja soma ultrapasse o equivalente a 40 salários-mínimos;
- Ausência de pagamento ou depósito de valores que estejam sendo executados;
- Auto-falência (pedido de falência realizado pelo próprio empresário).
- pratica qualquer dos seguintes atos, exceto se fizer parte de plano de recuperação judicial:
  - procede à liquidação precipitada de seus ativos ou lança mão de meio ruinoso ou fraudulento para realizar pagamentos;
  - realiza ou, por atos inequívocos, tenta realizar, com o objetivo de retardar pagamentos ou fraudar credores, negócio simulado ou alienação de parte ou da totalidade de seu ativo a terceiro, credor ou não;
  - transfere estabelecimento a terceiro, credor ou não, sem o consentimento de todos os credores e sem ficar com bens suficientes para solver seu passivo;
  - simula a transferência de seu principal estabelecimento com o objetivo de burlar a legislação ou a fiscalização ou para prejudicar credor;
  - dá ou reforça garantia a credor por dívida contraída anteriormente sem ficar com bens livres e desembaraçados suficientes para saldar seu passivo;
  - ausenta-se sem deixar representante habilitado e com recursos suficientes para pagar os credores, abandona estabelecimento ou tenta ocultar-se de seu domicílio, do local de sua sede ou de seu principal estabelecimento;
  - deixa de cumprir, no prazo estabelecido, obrigação assumida no plano de recuperação judicial.